# RC5 (chiffrement)
Pour les articles homonymes, voir RC5.
Meilleure cryptanalyse
-.
RC5 est un chiffrement par bloc, fonctionnant grâce à une clé, dont la longueur varie de 40 à 2 040 bits. Il a été créé en 1994 par Ron Rivest pour la RSA Security. L'acronyme « RC » signifie « Ron's Code » ou « Rivest's Cipher ».
Il existe une variante RC5P qui utilise l'addition plutôt que XOR. Il existe une attaque basée sur la cryptanalyse Mod n pour RC5P.
RC6, basé sur RC5 fut candidat au concours pour devenir le standard actuel de chiffrement (AES).

## Description
Contrairement à de nombreux algorithmes, RC5 possède une taille variable de bloc 32, 64 ou 128 bits), une clef allant de 40 à 2040 bits et un nombre de tours de 0 à 255. Le chiffrement original suggère un choix de paramètres avec une taille de bloc de 64 bits, une clef de 128-bit et 12 tours.

## Cryptanalyse
12-tours de RC5 (avec un bloc de 64-bit) est considéré comme vulnérable à une attaque différentielle utilisant 244 textes clairs. 18–20 tours sont suggérés comme une protection suffisante.